# Sargé-sur-Braye

Sargé-sur-Braye este o comună în departamentul Loir-et-Cher, Franța. În 1 ianuarie 2022 avea o populație de 956 de locuitori.